# The Buddha of Suburbia
The Buddha of suburbia spelades in av David Bowie i Mountain Studios i Montreux i Schweiz och släpptes den 8 november 1993. Den har för övrigt aldrig släppts som vinylplatta utan släpptes endast på CD dock var omslaget ett annat i USA jämfört med Europa. Är ett soundtrack till filmen med samma namn.

## Låtlista
1. Buddha of suburbia
2. Sex and the church
3. South horizon (instrumental)
4. The Mysteries (instrumental)
5. Bleed like a Craze, Dad
6. Strangers when we meet
7. Dead against it
8. Untitled no.1
9. Ian Fish UK heir (instrumental)
10. Buddha of suburbia  (med Lenny Kravitz på gitarr)

## Singlar som släpptes i samband med detta album
The Buddha of suburbia -CD och vinyl

## Producerades av
- David Richards & David Bowie

## Medverkande
- David Bowie - Sång, keyboard, syntar, gitarr, saxofon
- Erdal Kizilkay - Keyboards, trumpet, bas, gitarr, trummor
- David Richards - Programmeringar
- Mike Garson - Piano